# Stuttgart Stallions
| Ewige 1.-Bundesliga-Bilanz Stuttgart Stallions | Ewige 1.-Bundesliga-Bilanz Stuttgart Stallions | Ewige 1.-Bundesliga-Bilanz Stuttgart Stallions | Ewige 1.-Bundesliga-Bilanz Stuttgart Stallions | Ewige 1.-Bundesliga-Bilanz Stuttgart Stallions | Ewige 1.-Bundesliga-Bilanz Stuttgart Stallions | Ewige 1.-Bundesliga-Bilanz Stuttgart Stallions | Ewige 1.-Bundesliga-Bilanz Stuttgart Stallions | Ewige 1.-Bundesliga-Bilanz Stuttgart Stallions | Ewige 1.-Bundesliga-Bilanz Stuttgart Stallions | Ewige 1.-Bundesliga-Bilanz Stuttgart Stallions | Ewige 1.-Bundesliga-Bilanz Stuttgart Stallions |
| Jahr                                           | Gesamt                                         | Gesamt                                         | Gesamt                                         | Heim                                           | Heim                                           | Heim                                           | Ausw.                                          | Ausw.                                          | Ausw.                                          | TD-Verhältnis                                  |                                                |
| Jahr                                           | S                                              | N                                              | U                                              | S                                              | N                                              | U                                              | S                                              | N                                              | U                                              | TD-Verhältnis                                  |                                                |
| ---------------------------------------------- | ---------------------------------------------- | ---------------------------------------------- | ---------------------------------------------- | ---------------------------------------------- | ---------------------------------------------- | ---------------------------------------------- | ---------------------------------------------- | ---------------------------------------------- | ---------------------------------------------- | ---------------------------------------------- | ---------------------------------------------- |
| 1981                                           | 5                                              | 7                                              | 0                                              | 3                                              | 3                                              | 0                                              | 2                                              | 4                                              | 0                                              | 215:204                                        |                                                |
| 1982                                           | 5                                              | 7                                              | 0                                              | 3                                              | 3                                              | 0                                              | 2                                              | 4                                              | 0                                              | 133:196                                        |                                                |
| 1983                                           | 0                                              | 10                                             | 0                                              | 0                                              | 5                                              | 0                                              | 0                                              | 5                                              | 0                                              | 55:322                                         |                                                |
| Gesamt                                         | 10                                             | 24                                             | 0                                              | 6                                              | 11                                             | 0                                              | 4                                              | 13                                             | 0                                              | 403:722                                        |                                                |

Die Stuttgart Stallions (1. Stuttgarter Football Club Stallions e. V. – Englisch: Stallion = Hengst) waren ein American-Football-Team in der baden-württembergischen Landeshauptstadt Stuttgart, das 1980 gegründet wurde. Damit waren die Stallions der älteste Footballverein in Baden-Württemberg.
Die Stallions spielten von 1981 bis 1983 in der 1. Bundesliga Süd, 1984 in der 2. Bundesliga Mitte, von 1986 bis 1987 in der Regionalliga Mitte B, 1988 in der Verbandsliga Baden-Württemberg, von 1989 bis 1990 in der Verbandsliga Baden-Württemberg B, 1991 in der Regionalliga Mitte-Süd, 1992 in der 2. Bundesliga Mitte, von 1993 bis 1994 in der Regionalliga Baden-Württemberg, 1995 in der 2. Bundesliga Süd und von 1996 bis 1997 in der Regionalliga Mitte.
Bereits 1982 gründeten sich als Konkurrenz die Stuttgart Scorpions. In den späten 1980er kamen in dem durch Max-Planck-Institute bekannten Vorort Büsnau die Büsnau Bats hinzu. 
Die Stallions gingen 1997 zusammen mit dem inzwischen von Büsnau Bats in Stuttgart Bats umbenannten Verein in den Stuttgart Silver Arrows auf.